# Nigel Marven
(Frase tipica di Nigel Marven, nella serie Prehistoric Park.)
Nigel Marven (Chipping Barnet, 27 novembre 1960) è uno zoologo, conduttore televisivo e produttore televisivo britannico.
Partecipò come protagonista nella serie di Prehistoric Park interpretando sé stesso.
Partecipò anche a Chased by Dinosaurs. Appare, sempre interpretando sé stesso, nel quarto episodio della terza serie di Primeval in cui viene divorato da un giganotosauro.

## Vita privata
Nigel si è sposato nel 2004 e ha due figli: Theo, nato nel 2003, ed Eleonora, nata nel 2008. Vive con sua moglie Gill nel North Somerset.
Nella serie Prehistoric Park ha dichiarato di essere vegetariano. Il suo hobby preferito è il birdwatching.

## Beneficenza
Nel 2008 ha corso la grande Maratona di Londra in 4 ore e 4 minuti, per raccogliere 20 000 £ da destinare alla Whale and Dolphin Conservation Society UK.

## Doppiatori italiani
- Marco Mete in Avventura tra i giaguari, L'isola degli squali
- Paolo Sesana in A caccia di anaconda, A caccia di piranha, A tu per tu con gli squali
- Sergio Di Stefano in Prehistoric Park
- Marco Balzarotti in Mostri del mare